# Осиновая Гора (Пермский край)
Осиновая Гора — упразднённый в 2022 году посёлок разъезда в Чернушинском районе Пермского края России. Входил в состав Бродовского сельского поселения. Ныне урочище.

## География
Расположен в восточной части Буйской волнистой равнины, на равнинно-холмистом Приуралье, на отрогах Тулвинской возвышенности, в зоне широколиственно-хвойных лесов, испытавших заметное антропогенное воздействие.

### Климат
умеренно континентальный. Характерна продолжительная зима и довольно жаркое лето. Значительны суточные и годовые амплитуды температур. Годовая амплитуда температур составляет 50—60 °C.
Среднегодовая температура воздуха +1,5 °C; средняя температура января −15,6 °C; средняя температура июля +18,4 °C.

## История
Возник как поселение железнодорожников и их семей во время строительства в 1913—1920 годы железной дороги Казань-Екатеринбург как части Транссибирской железнодорожной магистрали.
Упразднен официально в 2022 году Законом Пермского края № 49-ПК «Об административно-территориальных изменениях в Пермском крае».

## Население
| 2010 |
| ---- |
| 9    |

В 2005 году численность населения составляла 12 человек.

### гендерный состав
По результатам переписи 2010 года численность населения составила 9 человек, в том числе 3 мужчины и 6 женщин.

## Инфраструктура
Путевое хозяйство Горьковской железной дороги. Действует остановочный пункт Осиновая Гора.

## Транспорт
Доступен автомобильным и железнодорожным транспортом.